# Загребский университет

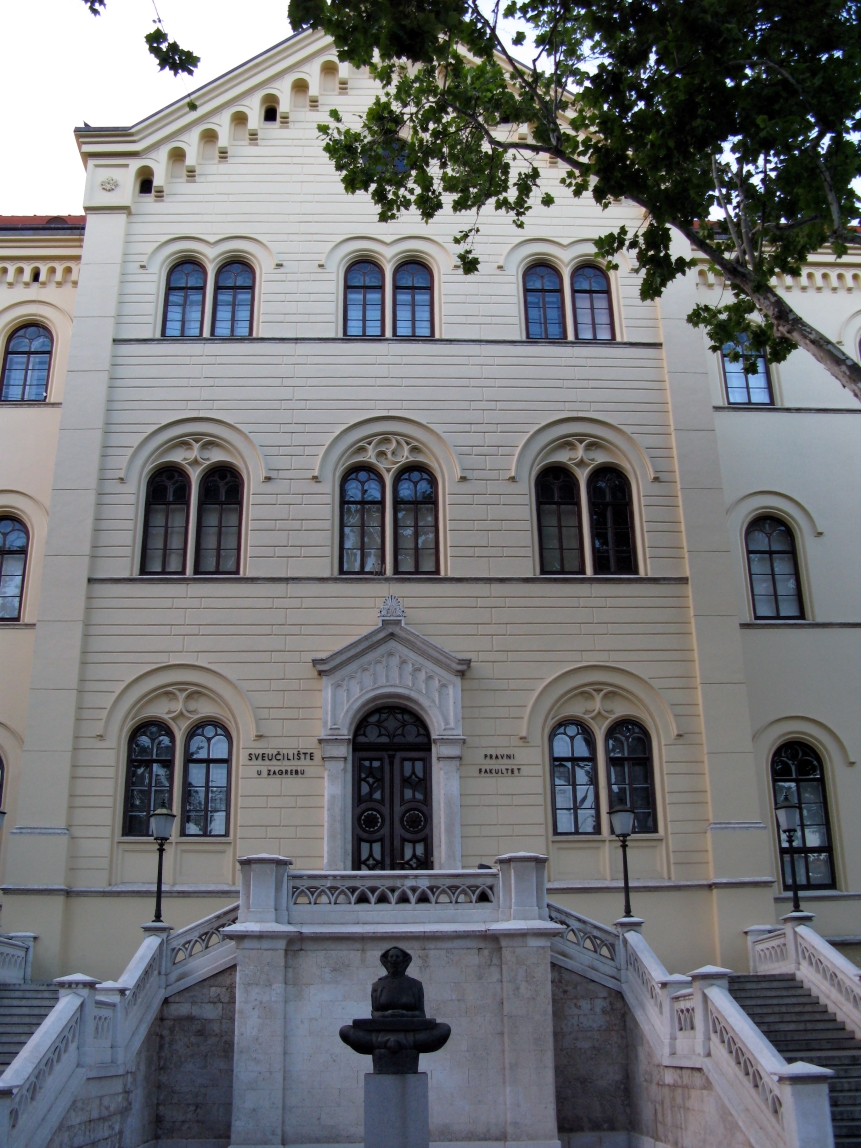
Здание загребского университета и юридического факультета с памятником «История хорватов»

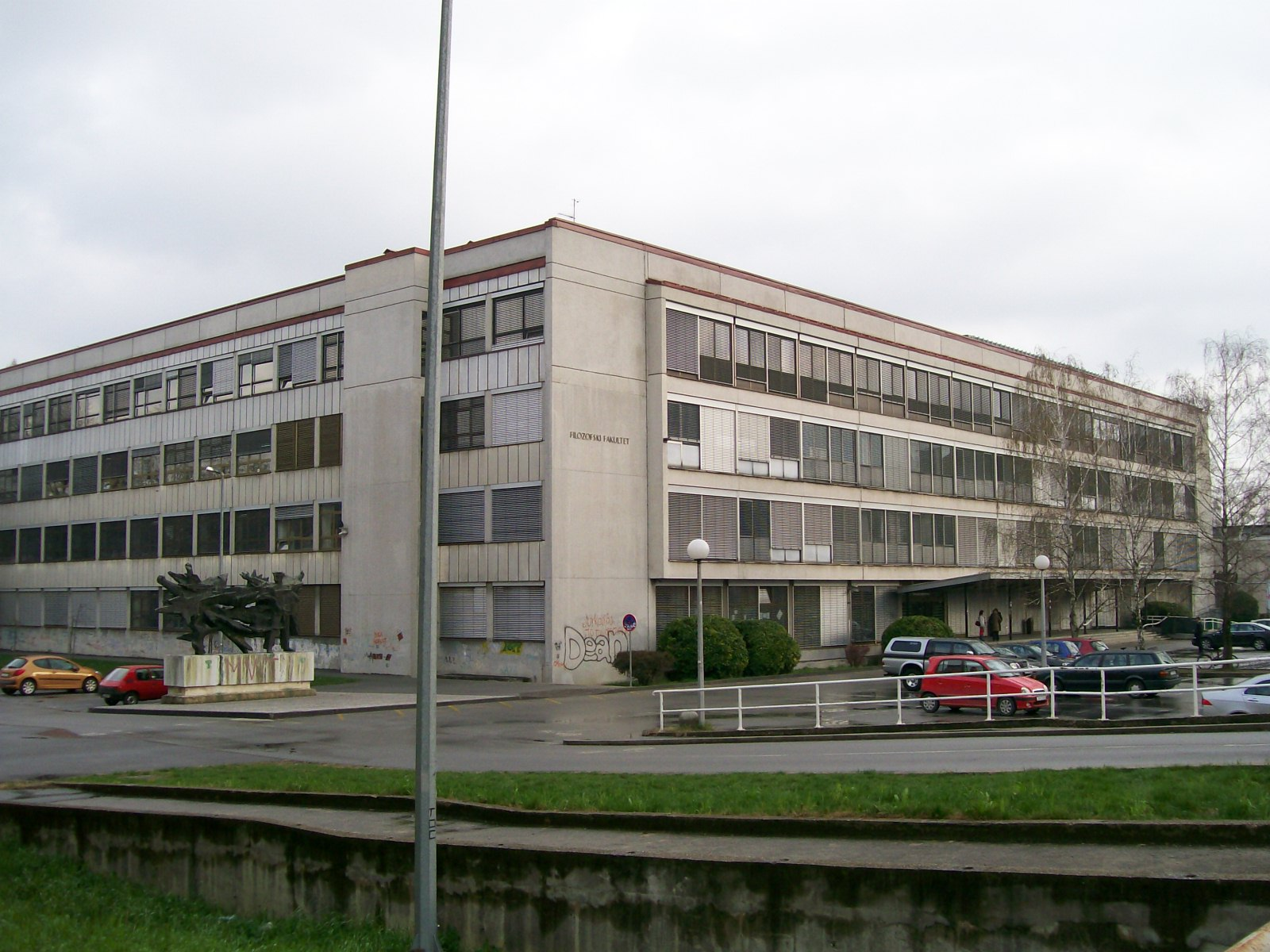
Здание философского факультета

Загребский университет (хорв. Sveučilište u Zagrebu, лат. Universitas Studiorum Zagrabiensis) — крупнейший и старейший университет в Хорватии.

## История
Дипломом римского императора и венгерско-хорватского короля Леопольда I от 23 сентября 1669 года были признаны статус и привилегии университетского заведения бывшей Академии иезуитов, действовавшей в свободном королевском городе Загребе, столице Королевства Хорватии и Славонии. С этой даты начинается история Загребского университета, который целых два столетия вёл упорную борьбу за то, чтобы полученные права претворить в жизнь и занять таким образом достойное место среди представительных и авторитетных среднеевропейских академий и университетов.

### Организация современного университета в 1874 году
По инициативе Йосипа Юрая Штросмайера, епископа Джяково и видного мецената хорватского просвещения и культуры, хорватский парламент принял законодательное постановление «об университете». На основании статьи закона 1874 года в загребском университете предусматривались четыре факультета: юридический, теологический, философский и медицинский.
В 1990-е годы университет получил большую автономию, а также начал присоединение к Болонскому процессу.

## Структура
В настоящее время университет состоит из 29 факультетов, 3 академий, 3 центров и 2 студенческих центров.
Факультеты:
- Факультет сельскохозяйственных наук
- Архитектурный факультет
- Химико-технологический факультет
- Факультет гражданского строительства
- Факультет специального образования и реабилитации (Факультет дефектологии)
- Факультет электротехники и вычислительной техники
- Факультет пищевых и биотехнологий
- Лесной факультет
- Факультет геодезии
- Геотехнологический факультет
- Факультет графических искусств
- Факультет физической культуры
- Факультет права (Юридический факультет)
- Факультет машиностроения и судостроения
- Металлургический факультет (в городе Сисак)
- Факультет горных наук, геологии и нефтедобычи (Горно-геолого-нефтяной факультет)
- Факультет организации и информатики (в городе Вараждин)
- Фармацевтическо-биохимический факультет
- Философский факультет
- Факультет политических наук
- Естественно-математический факультет
- Факультет текстильной технологии
- Факультет транспортных наук
- Ветеринарный факультет
- Экономический факультет — Высшая школа экономики и бизнеса
- Медицинский факультет
- Стоматологический факультет
- Педагогический факультет
- Факультет католической теологии
- Факультет хорватских исследований

Академии:
- Академия художеств
- Академия театрального искусства
- Музыкальная академия

Университетские центры:
- Университетский вычислительный центр[4]
- Центр углублённого академического обучения в Дубровнике[5]

Студенческие центры:
- Студенческий центр в Загребе[6]
- Студенческий центр в Вараждине[7]

Также при университете есть издательство «Либер».

## Руководители
- 1874—1875 — Матия Месич
- 1875—1876 — Стйепан Спевец
- 1876—1877 — Антон Кржан
- 1877—1878 — Косто Войнович
- 1878—1879 — Франьо Маихнер
- 1879—1880 — Франьо Ивекович
- 1880—1881 — Александар Бресзтиенсзки
- 1881—1882 — Франьо Маркович
- 1882—1883 — Феликс Сук
- 1883—1884 — Блаж Лоркович
- 1884—1885 — Джуро Пилар
- 1885—1886 — Густав Барон
- 1886—1887 — Франьо Врбанич
- 1887—1888 — Тадия Смичиклас
- 1888—1889 — Антун Франки
- 1889—1890 — Лука Марянович
- 1890—1891 — Натко Нодило
- 1891—1892 — Иван Буянович
- 1892—1893 — Иосип Пливерич
- 1893—1894 — Винко Дворжак
- 1894—1895 — Антун Маурович
- 1895—1896 — Франьо Спевец
- 1896—1897 — Армин Павич
- 1897—1898 — Юрий Дочкал
- 1898—1899 — Иосип Шилович
- 1899—1900 — Джуро Арнолд
- 1900—1901 — Рудолф Вимер
- 1901—1902 — Франьо Врбанич
- 1902—1903 — Векослав Клаич
- 1903—1904 — Иван Буянович
- 1904—1905 — Иосип Пливерич
- 1905—1906 — Антун Хеинз
- 1906—1907 — Антун Бауер
- 1907—1908 — Миливой-Клемент Маурович
- 1908—1909 — Густав Янечек
- 1909—1910 — Иосип Волович
- 1910—1911 — Юлий Рорауер
- 1911—1912 — Юлий Домац
- 1912—1913 — Иосип Пазман
- 1913—1914 — Едо Ловрич
- 1914—1915 — Джуро Корблер
- 1915—1916 — Фран Барац
- 1916—1917 — Ернест Милер
- 1917—1918 — Юлий Голик
- 1918—1919 — Иван Ангело Руспини
- 1919—1920 — Ладислав Полич
- 1920—1921 — Карло Радоничич
- 1921—1922 — Владимир Варичак
- 1922—1923 — Джуро Ненадич
- 1923—1924 — Степан Зиммерман
- 1924—1925 — Ладислав Полич
- 1925—1926 — Драго Перович
- 1926—1928 — Ернест Милер
- 1928—1932 — Иосип Белобрк
- 1932—1933 — Алберт Базала
- 1933—1935 — Джуро Стипетич
- 1935—1937 — Станко Хондл
- 1937—1938 — Едо Ловрич
- 1938—1940 — Андрия Живкович
- 1940—1943 — Степан Ившич[англ.]
- 1943—1944 — Божидар Шпишич
- 1944—1945 — Стйепан Хорват
- 1945—1946 — Андрия Штампар
- 1946—1947 — Грга Новак
- 1947—1949 — Андрия Мохоровичич
- 1949—1950 — Марко Костренчич
- 1950—1951 — Антун Барац
- 1951—1952 — Франьо Бошняакович
- 1952—1953 — Теодор Варичак
- 1953—1954 — Желько Маркович
- 1954—1956 — Хрвое Ивекович
- 1956—1958 — Зоран Буяш
- 1958—1960 — Мариян Хорват
- 1960—1963 — Владимир Сердар
- 1963—1966 — Славко Макарол
- 1966—1968 — Яков Сироткович
- 1968—1972 — Иван Супек
- 1972—1976 — Предраг Враницки
- 1976—1978 — Драго Грденич
- 1978—1982 — Иван Юркович
- 1982—1986 — Звонимир Краина
- 1986—1988 — Владимир Стипетич
- 1988—1990 — Звонимир Шепарович
- 1990—1998 — Мариян Шуньич
- 1998—2002 — Бранко Йерен
- Томислав Иванчич
- 2002—2006 — Хелена Ясна Менцер
- 2006—2014 — Алекса Белиш[серб.]
- 2014—… — Дамир Борас

## Почётные доктора
Категория:Почётные доктора Загребского университета
| - Тадия Смичиклас, 1913 - Евгений Австрийский, 1915 - Светозар Бороевич, 1915 - Матия Степинац, 1918 - Роберт Уильям Сетон-Уотсон, 1920 - Милан Ройц, 1920 - Томаш Г. Масарик, 1920 - Фране Булич, 1921 - Владимир Мажуранич, 1925 - Никола Тесла, 1926 - Антун Акшамович, 1926 - Драгутин Горянович Крамбергер, 1927 - Слободан Иованович, 1927 - Джуро Арнолд, 1930 - Милан Йованович Батут, 1931 - Славко Циммерман, 1934 - Никола Ягич, 1936 - Лавослав Ружичка, 1940 - Владимир Назор, 1946 - Владимир Прелог, 1952 - Степан Прокофьевич Тимошенко, 1956 - Нильс Бор, 1958 - Роберт Робинсон, 1960 - Мислав Демерац, 1960 - Алфонс Каудерс, 1960 - Божо Миланович, 1962 - Павао Бутурац, 1964 - Сарвепалли Радхакришнан, 1965 - Юлий Будисављевич, 1968 - Франьо Когой, 1968 - Иосип Броз Тито, 1969 | - Лев Андреевич Арцимович, 1969 - Эрнест Блох, 1969 - Давид Цутхбертсон, 1969 - Джиакомо Девото, 1969 - Вернер Карл Гейзенберг, 1969 - Доротн Кровфут Ходгкин, 1969 - Роман Якобсон, 1969 - Дьёрдь Лукач, 1969 - Николаус Певснер, 1969 - Андре Ваиллант, 1969 - Франьо Кухарич, 1970 - Франз Кёниг, 1970 - Карло Балич, 1970 - Вилим Кеилбацх, 1970 - Иван Остоич, 1970 - Мио Шкворц, 1970 - Антун Занинович, 1970 - Георгий Мано-Зиси, 1970 - Антон Слободняк, 1970 - Векослав Штефанич, 1970 - Франьо Бошнякович, 1970 - Станко Шилович, 1970 - Антон Доленц, 1970 - Иосип Лончар, 1970 - Желько Ковачевич, 1970 - Винко Мандекич, 1970 - Алберт Огризек, 1970 - Алоис Тавчар, 1970 - Чарлс Херберт Бест, 1976 - Карол Борсук, 1976 - Геинз Елленберг, 1976 | - Генри Лефевбре, 1976 - Владимир Бакарич, 1977 - Жан-Мари Перес, 1978 - Хелмут Уольф, 1981 - Яков Блажевич, 1981 - Бранко Фучич, 1985 - Жан Доссе, 1985 - Виктор Папанек, 1985 - Ермин Тепли, 1987 - Примо Небиоло, 1987 - Корнелиус Ц. А. Воскуил, 1987 - Штефан Ласло, 1987 - Мария А. Пантелич, 1988 - Рудольф Карл Захн, 1988 - Лайнус Карл Полинг, 1988 - Чирил Кос, 1989 - Живан Безич, 1989 - Герман Нортроп Фрай, 1990 - Алоиз Мок, 1993 - Иоганн Г. Реиссмюллер, 1995 - Паско Ракич, 1997 - Сулейман Демирель, 1997 - Эгон Матиевич, 1998 - Уильям Джеймс Перри, 1998 - Маргарет Хильда Тэтчер, 1998 - Катлен Ваган Вилкес, 2001 - Роберт Бадинтер, 2003 - Жак Фридел, 2008 - Альбер Фер, 2008 - Бранко Лустиг, 2009 - Драган Чович, 2018 |

## Известные выпускники
- Иво Йосипович — президент Хорватии (с 2010)
- Ядранка Косор — премьер-министр Хорватии (2009-2011)
- Стипе Месич — президент Хорватии (2000—2010)
- Франьо Туджман — президент Хорватии (1990—1999)
- Ивица Рачан — премьер-министр Хорватии (2000—2003)
- Владимир Бакарич — премьер-министр Хорватии (1945—1953)
- Савка Дабчевич-Кучар — премьер-министр Хорватии (1967—1969)
- Янко Бобетко — хорватский генерал армии
- Люпчо Йордановский — македонский политик
- Пейчинович-Бурич, Мария — хорватский политический и государственный деятель
- Сибила Петлевски — хорватская поэтесса
- Анте Старчевич — хорватский политик
- Славко Михалич — хорватский поэт
- Иван Мештрович — хорватский скульптор
- Зоран Миланович — премьер-министр Хорватии (с 2011)
- Ивица Костович  — хорватский общественно-политический деятель, академик.
- Кушан, Иван — хорватский писатель.
- Адамчек, Йосип — хорватский ученый